# Jarmila Bičišťová
Jarmila Bičišťová (4. května 1912 Slezská Ostrava – 13. července 2009 Ostrava) byla česká koncertní koloraturní pěvkyně

## Životopis
Narodila se jako třetí dítě v rodině řídícího učitele a ředitele hudební školy ve Slezské Ostravě Theodora Poledníka. Vystudovala obchodní školu. Učila se hrát na klavír v hudební škole u prof. Olgy Pešatové. Jejím učitelem zpěvu v pěveckém stylu bel canto byl Karel Kügler, který v letech 1919–1939 působil jako tenorista a režisér v ostravském Národním divadle moravskoslezském. Byl to nejen vynikající pěvec a pedagog, ale též úspěšný překladatel operních libret z italštiny, němčiny, francouzštiny a ruštiny. Zpíval rovněž v Německu, Dánsku, v pražském Národním divadle. Za druhé světové války přijal místo ředitele konzervatoře v Teheránu a vyučoval zpěvu na dvoře perského šáha. Po návratu do vlasti se stal ředitelem Oblastního divadla Zdeňka Nejedlého v Opavě. Zemřel v Ostravě.
Hudebně nadaní byli všichni čtyři bratři Jarmily Bičišťové – ovládali hru na klavír nebo housle, ale profesionálně se hudbě věnoval pouze Jan Poledník (1920–2001) jako violista orchestru Státního divadla v Ostravě.

## Umělecká dráha
Jarmila Bičišťová začala svou pěveckou dráhu pod dívčím jménem Poledníková již v 17 letech. Její první sólovou úlohou v ostravské opeře byla Lidka ve Smetanových Dvou vdovách v r. 1930. Vynikala pak zejména v rolích koloraturního oboru, např. Olympia v Offenbachových Hoffmannových povídkách (1932, 1947, 1955), Královna noci v Mozartově Kouzelné flétně (1936), Rosina v Rossiniho Lazebníku sevillském (1943, 1946, 1947, 1949), Konstance v Mozartově Únosu ze serailu (1943, 1949, 1956), ale zejména jako Violetta Valéry ve Verdiho La traviatě (1947). Její poslední role byla v opeře Václava Trojana Kolotoč v roce 1960. Celkem nastudovala 19 operních a dvě operetní role pro 25 inscenací v ostravském divadle a 6 pro jiné české operní scény.
Vážné onemocnění znemožnilo Jarmile Bičišťové pokračovat též v úspěšně započaté pedagogické činnosti na ostravské konzervatoři a na JAMU v Brně (1955–1962).
V letech 1934–1962 spolupracovala s Československým rozhlasem, v němž kromě koloraturních árií i lidových písní interpretovala též písňové cykly Jaroslava Křičky, Vítězslava Nováka, Leoše Janáčka, J. B. Foerstra, Ilji Hurníka – odhadem asi 450 sólistických relací.
K nejzávažnějším hudebním dílům, jejichž první provedení v Československu jí bylo svěřeno, patří interpretačně náročný Koncert pro koloraturní soprán a orchestr, který v roce 1943 složil ukrajinský a ruský skladatel a pedagog R. M. Glier (1875–1956). S tímto koncertem několikrát vystoupila i na koncertních podiích.
Byla také vybrána k účinkování v kompletních rozhlasových nahrávkách oper, např. Mozartovy Domnělé zahradnice v roce 1954 nebo Lékaře a lékárníka od K. Ditterse z Dittersdorfu v roce 1956.
V letech 1954–1964 uskutečnila více než 50 vystoupení s Pěveckým sdružením moravských učitelů dirigovaným profesorem Janem Šoupalem. Zpívala sopránové sólo v mužském sboru Leoše Janáčka Potulný šílenec. Její výkon s PSMU je zaznamenán na gramofonové desce Supraphonu DV 5466. S tímto sborem zpívala také v Itálii a opakovaně také ve Smetanově síni v Praze.